# Pål Angelskår
Pål Angelskår (Oslo, Noruega en 1973) es un músico noruego de Oslo.
Comenzó como miembro de Reverend Lovejoy a partir de 1998. Es más conocido como el cantante y compositor del grupo noruego Minor Majority desde el año 2000. Pål Angelskår fue el vocalista principal de la banda y tocaba la guitarra. Se unieron a él Jon Arild Stieng (voces y guitarras), Harald Sommerstad (teclados), Henrik Harr Widerøe (bajo, banjo, voces) y Halvor Høgh Winsnes (batería).
En 2011, publicó su libro de poesía en noruego titulado "I sommer skal jeg gifte meg med Cecilie". En 2012, lanzó su primer álbum en solitario Follow Me y en 2014, lanzó una colección de relatos cortos titulada "Er vi venner igjen?".

## Discografía

### Álbumes
Singles
- 2012: Follow Me

con Reverend Lovejoy
- 1998: Another Time, Another Place
- 2000: Polo is not the issue darling, Champagne is!
- 2003: Way Past Sorry

con Minor Majority
(para posiciones en las listas, consultar la discografía de Minor Majority)
- 2001: Walking Home from Nicole's
- 2002: If I Told You, You Were Beautiful
- 2004: Up for You & I
- 2006: Reasons to Hang Around
- 2007: Candy Store
- 2009: Either Way I Think You Know

### Sencillos
Colaboraciones
- 2007: "Living In Between" (MiNa feat. Pål Angelskår) con Minor Majority  (para posiciones en las listas, consultar la discografía de Minor Majority)
- 2006: "Come Back to Me"
- 2006: "Supergirl"